# Прапор Калуського району
Пра́пор Ка́луського райо́ну — офіційний символ Калуського району Івано-Франківської області, затверджений 20 вересня 2007 року рішенням сесії Калуської районної ради.

## Опис
Прапор являє собою прямокутне полотнище зі співвідношенням сторін 2:3, яке складається з двох рівних горизонтальних смуг синього та жовтого кольорів. Від древка відходить трикутник, що доходить до центру полотнища та розділений на верхню червону й нижню чорну частини.